# Manuel Moscopul
Manuel Moscopul o Emmanuel Moscopul (en llatí Manuel Moschopulos, en grec Μανουὴλ o Ἐμανουὴλ Μοσχόπουλος) fou un escriptor i gramàtic romà d'Orient posterior a la caiguda de Constantinoble. Tot i la gran difusió de les seves obres, ni el seu temps ni les seves circumstàncies són ben conegudes. L'època normalment es fixa al segle xiv o segle xv quan apareixen dos personatges emparentats amb el mateix nom, oncle i nebot, el vell, nadiu de Creta, que deuria haver viscut en temps de l'emperador Andrònic IV Paleòleg i és esmentat el 1392, i el jove, del que se sap que era a Constantinoble quan va caure en mans dels otomans el 1453 i va fugir a Itàlia. Segurament l'escriptor i gramàtic era el segon i seria natural de Constantinoble.

## Obres
Les obres atribuïdes a Moscopul el jove són: 
- Scholia ad Homeri Iliados Librumn I. et II. Escolis i comentaris gramaticals sobre la Ilíada.
- Τοῦ σοφωτάτου καὶ λογιωτάτου κυρίου Μανουὴλ τοῦ Μοσχοπούλου ἀνεψιοῦ τοῦ Κρήτης ἐζήγησις τῶν ἔργων καὶ ἡμερων Ἡσίοδου, Sapientissimi Doctissimique Manuelis Moschopuli Cretensis Patruelis Intepretatio Operum et Dierum Hesiodi. Comentaris sobre Hesiode.
- Scholia in Euripidis Tragoedias. Comentaris sobre les Tragèdies d'Eurípides.
- Grammaticae Artis Graecae Methodus dividida en tres parts: a) Erotemata s. Quaestines; b) Canones; c) Declinationes s. Declinationis Paradigmata. El manuscrit de Moscopul no té títol genèric.
- ?ῶν ὀνομάτων Ἀττικῶν συλλογή, Vocum Atticarum Collectio.
- Περὶ τῶν ὀνομάτων καὶ ῥημάτων ουντάξεως, De Constructione Nominum et Verborum.
- Περὶ προσωδιῶν, De Accentibus.
- Περὶ γραμματικῆς γυμνασίας, De Grammatica Exercitatione. Aquesta obra s'havia atribuït a Basili de Cesarea.
- Περὶ σχεδῶν, De Ratione examinandae Orationis Libellus.
- De Vicum Passionibus.
- Excrerpta in Agapetuem.
- Ἐπιτομή νέα γραμματικῆς. Obra interessant perquè tracta de la pronunciació en grec antic dels diftongs.

L'obra Ἐρωτήματα, Erotemata Grammatica, li és atribuïda per algú, però és més dubtosa. Un tractat anomenat De Quadralis Magicis, sobre matemàtiques, seria probablement del vell Moscopul.